# Twist (Niemcy)
Twist – gmina samodzielna (niem. Einheitsgemeinde) w Niemczech, w kraju związkowym Dolna Saksonia, w powiecie Emsland.

## Geografia
Gmina Twist położona jest bezpośrednio przy granicy z Holandią.

## Dzielnice
| 1. Adorf 2. Hebelermeer 3. Hesepertwist (Twist-Siedlung) 4. Neuringe 5. Rühlermoor/Rühlerfeld 6. Rühlertwist (Twist-Bült) 7. Schöninghsdorf |